# Holcojoppa mactator
Holcojoppa mactator là một loài tò vò trong họ Ichneumonidae.